# الساذج (فلم)
الساذج (بالإنجليزية:The Saphead) أو الأحمق، هو فيلم أمريكي كوميدي صامت انتج في عام 1920 بطولة باستر كيتون، هذا أول فيلم يقوم فيه كيتون بدور البطولة، بناء علي توصية من دوجلاس فيربانكس، وهو أول فيلم روائي طويل يظهر فيه.

## روابط خارجية
- الساذج على موقع IMDb (الإنجليزية)
- الساذج على موقع روتن توميتوز (الإنجليزية)
- الساذج على موقع نتفليكس (الإنجليزية)
- الساذج على موقع أول موفي (الإنجليزية)
- الساذج على موقع قاعدة بيانات الأفلام السويدية (السويدية)
- الساذج على موقع قاعدة بيانات الفيلم (الإنجليزية)
- الساذج على موقع ليتربوكسد (الإنجليزية)
- الساذج على موقع كينوبويسك (الروسية)